# Prionoscelia
Prionoscelia är ett släkte av tvåvingar. Prionoscelia ingår i familjen bredmunsflugor.
Kladogram enligt Catalogue of Life:
| Prionoscelia | \| \| Prionoscelia minax \| \| \| \| \| \| Prionoscelia undulata \| \| \| \| |
|              | \| \| Prionoscelia minax \| \| \| \| \| \| Prionoscelia undulata \| \| \| \| |
|              | Prionoscelia minax                                                           |
|              |                                                                              |
|              | Prionoscelia undulata                                                        |
|              |                                                                              |